# ورزشگاه بیدوست
ورزشگاه بیدوست (به لاتین: Bidvest Stadium) یک ورزشگاه در آفریقای جنوبی است که در ژوهانسبورگ واقع شده‌است.